# Marilyn Okoro

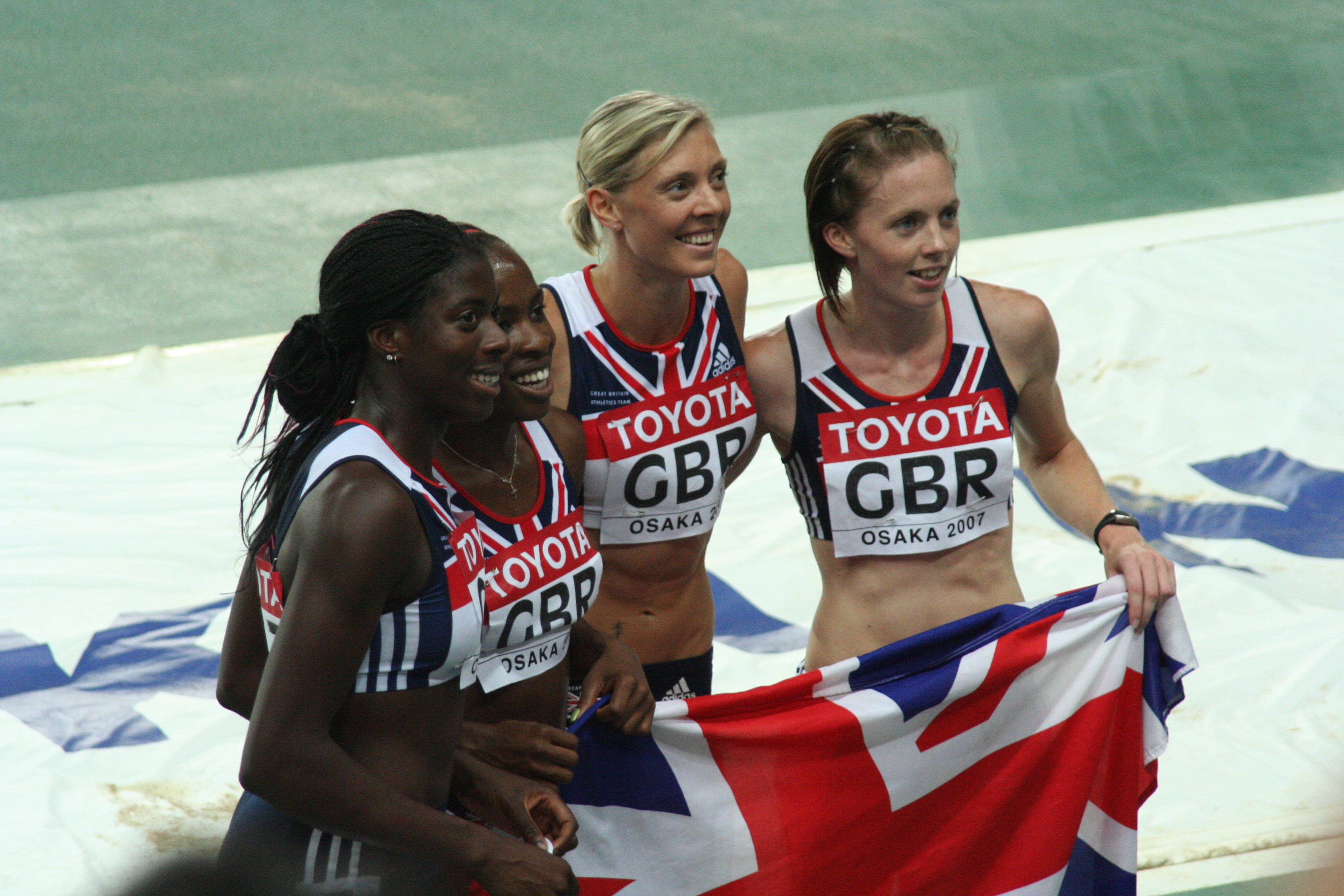
Marilyn Okoro (2e van links): vreugde om brons, WK 2007, Osaka

Marilyn Chinwenwa Okoro (Londen, 23 september 1984) is een Britse atlete van Nigeriaanse komaf, die gespecialiseerd is in de 400 en 800 m. Met een persoonlijk record van 1.58,76 op de 800 m is ze de vijfde snelste Britse achter Kelly Holmes, Kirsty Wade, Rebecca Lyne en Diane Modahl. Ze komt ook regelmatig uit op de 4 x 400 m estafette en behaalde op dit estafettenummer verschillende successen.

## Biografie

### Tweemaal Brits universitair kampioene
Marilyn Okoro studeerde in 2007 af in politiek en Frans aan de Universiteit van Bath. Ze was daarvoor aangesloten bij het atletiekteam van de universiteit en werd tweemaal eerste op de Britse universiteitskampioenschappen. Ze zingt ook in een jazzband en het gospelkoor van de universiteit.

### Brons op WK in 2007
Op de universiade van 2005 in het Turkse İzmir won Okoro een bronzen medaille op de 800 m. Met een tijd van 2.01,90 eindigde ze achter de Russische Svetlana Kljoeka (goud; 2.00,80) en de Turkse Binnaz Uslu (zilver; 2.01,42). In december 2005 werd ze gevraagd als vervangster voor olympisch dubbelkampioene Kelly Holmes op de Gemenebestspelen 2006 in Melbourne. Ze behaalde een zevende plaats in de finale van de 800 m en liep bijna twee seconden van haar persoonlijk record af.
Haar beste prestatie is het winnen van een bronzen medaille op de 4 x 400 m estafette bij de wereldkampioenschappen van 2007 in Osaka. Met haar teamgenotes Christine Ohuruogu, Lee McConnell en Nicola Sanders realiseerde ze een Brits record van 3.20,04 en eindigde het Britse viertal achter de estafetteploegen uit Amerika (goud; 3.18,55) en Jamaica (zilver; 3.19,73). Op de wereldatletiekfinale in Stuttgart later dat jaar verbeterde ze haar PR op de 800 m naar 1.58,76.

### Finaliste op OS
Op de Olympische Spelen van 2008 in Peking nam Okoro deel aan de 800 m en de 4 x 400 m estafette. Op de 800 m sneuvelde ze in de halve finale met een tijd van 1.59,53. Op het estafetteonderdeel verging het haar beter en behaalde ze met haar teamgenotes Christine Ohuruogu, Kelly Sotherton en Nicola Sanders een vijfde plaats in 3.22,68. In 2017 bleek deze prestatie zelfs goed voor een bronzen medaille, want toen werden twee landen, Rusland en Wit-Rusland, met terugwerkende kracht gediskwalificeerd, nadat bij hertests van bewaarde urinemonsters dopinggebruik was vastgesteld.

### Plus finaliste op EK en WK
In 2009 was Marilyn Okoro aanwezig bij de Europese indoorkampioenschappen in Turijn, waar zij op de 800 als vijfde finishte in 2.03,30. Bij de WK in Berlijn, later dat jaar, drong zij opnieuw door tot de finale van de 800 m. In deze door de Zuid-Afrikaanse Caster Semenya gedomineerde wedstrijd eindigde zij als achtste, waarbij zij als enige finaliste in een tijd net boven de 2 minuten uitkwam: 2.00,32. Desondanks was het een bijzondere prestatie van de Britse, die eigenlijk al het hele buitenseizoen met knieklachten rondliep, maar zich desondanks door de pijn heen vocht. De daarop volgende winter liet zij zich echter aan haar knie opereren, teneinde de problemen te verhelpen.

### Opnieuw brons op estafette
Ondanks een aangepast wedstrijdprogramma om de knie voldoende tijd te gunnen om te genezen, werd Okoro in 2010 bij de Britse kampioenschappen alweer derde op de 800 m. Op grond hiervan werd zij uitgezonden naar de Europese kampioenschappen in Barcelona, waar ze op de 800 m niet tot de finale doordrong, maar op de 4 x 400 m estafette haar revanche haalde door samen met Nicola Sanders, Lee McConnell en Perri Shakes-Drayton in 3.34,32 naar het brons te snellen. Voor tweede loopster Marilyn Okoro werd een 400 metertijd geklokt van 52,0 s; in de series liep ze zelfs 51,8. Het was haar derde bronzen plak op de 4 x 400 m, na er eerder een op de WK in Osaka en de OS in Peking te hebben veroverd.

### Gepasseerd voor Londen
In 2012 werd Okoro door de Britse atletiekbond niet genomineerd voor de Olympische Spelen in Londen. Een tactisch slecht ingedeelde race tijdens de Britse olympische trials gaf hierbij de doorslag, hoewel zij eerder in het seizoen diverse goede prestaties had geleverd. Als reactie hierop noemde zij hoofdcoach Charles van Commenee een 'bullebak'. Van Commenee had haar enkele jaren eerder, toen zij op de EK indoor in Turijn na een sterk begin in de 800 m-finale was teruggezakt naar de vijfde plaats, naïef en onprofessioneel genoemd.

### Verhuizing naar de VS
Na de teleurstelling omtrent de Olympische Spelen besloot Okoro het roer om te gooien en in de Verenigde Staten te wonen om getraind te worden door oud-Olympiër Johnny Gray, die onder andere de trainer is van Duane Solomon. In 2013 lukte het haar wel om zich te kwalificeren voor het mondiale toernooi van dat jaar: de wereldkampioenschappen van Moskou. Okoro liep daar in de series een seizoensbeste prestatie (1.59,43) en kwalificeerde zich voor de halve finales. Die halve finale verliep minder goed, waardoor ze als zevende eindigde in haar serie.

## Titels
- Brits kampioene 800 m - 2008, 2013
- Brits indoorkampioene 800 m - 2007
- Brits universiteitskampioene 400 m - 2005
- Brits universiteitsindoorkampioene 800 m - 2005
- Zuid-Engels kampioene 800 m - 2004

## Persoonlijke records
Outdoor
| Onderdeel | Prestatie          | Datum             | Plaats      |
| --------- | ------------------ | ----------------- | ----------- |
| 200 m     | 24,78 s (+1,0 m/s) | 19 april 2012     | Los Angeles |
| 400 m     | 52,02 s            | 8 augustus 2006   | Göteborg    |
| 600 m     | 1.24,46 (NR)       | 5 juli 2012       | Luik        |
| 800 m     | 1.58,45            | 26 juli 2008      | Londen      |
| 1500 m    | 4.11,85            | 20 september 2008 | Shanghai    |

Indoor
| Onderdeel | Prestatie | Datum            | Plaats     |
| --------- | --------- | ---------------- | ---------- |
| 400 m     | 52,98 s   | 15 februari 2009 | Sheffield  |
| 600 m     | 1.25,98   | 15 februari 2009 | Sheffield  |
| 800 m     | 1.59,27   | 21 februari 2009 | Birmingham |
| 1500 m    | 4.22,33   | 7 februari 2009  | Stuttgart  |

## Palmares

### 800 m
Kampioenschappen
- 2005: 4e EK U23 - 2.06,39
- 2005:  Universiade - 2.01,90
- 2006: 7e Gemenebestspelen - 2.01,65
- 2007:  Britse indoorkamp. - 2.04,39
- 2007: 4e EK indoor - 2.00,20
- 2007:  Britse kamp. - 2.01,53
- 2007:  Wereldatletiekfinale - 1.58,76
- 2008:  Britse kamp. - 1.59,81
- 2008:  Wereldbeker - 1.58,64
- 2009: 5e EK indoor - 2.03,30 (2.02,63 in ½ fin.)
- 2009: 4e FBK Games - 2.00,58
- 2009:  Britse kamp. - 2.02,94
- 2009: 8e WK - 2.00,32
- 2010:  Britse kamp. - 2.02,44
- 2011:  Britse kamp. - 2.03,55
- 2013:  Britse kamp. - 2.00,60
- 2013: 7e in ½ fin. WK - 2.02,26

Diamond League-podiumplekken
- 2012:  Adidas Grand Prix – 1.59,37
- 2012:  Birmingham Grand Prix – 2.01,96
- 2013:  Sainsbury’s Grand Prix – 2.00,76
- 2014:  Adidas Grand Prix – 2.01,57

### 4 x 400 m
- 2007:  WK - 3.20,04 (NR)
- 2008:  OS - 3.22,88 ( na DQ Rusland en Wit-Rusland)
- 2010:  EK - 3.24,32

### 4 x 800 m
- 2013: 4e Penn Relays te Philadelphia - 8.13,46 (NR)